# アルミン・ギゴヴィッチ
アルミン・ギゴヴィッチ（Armin Gigović、2002年4月6日 - ）は、スウェーデン・ルンド出身のサッカー選手。FCロストフ所属。ポジションはMF。

## クラブ経歴
ルンドに生まれ、2013年にランズクルーナBoISでキャリアをスタートさせた。2017年にヘルシンボリIFの下部組織に入団し、2019年7月15日、IKシリウスとのリーグ戦にて、75分に途中交代でトップチームデビューを飾った。
2020年10月15日、チームメイトのポントゥス・アルムクヴィストとともにロシア・プレミアリーグのFCロストフに加入し、5年契約を交わした。
2022年3月31日、ロシアのウクライナ侵攻によるFIFAの特例措置を使用して古巣であるヘルシンボリIFにレンタルで復帰した。2022年7月1日、レンタル期間を延長し、2022年8月31日までとした。
2022年8月、オーデンセBKにレンタル移籍。
2023年1月、FCミッティランにレンタル移籍。

## 代表経歴
2023年1月12日、アイスランド代表との親善試合でA代表初出場。
2024年5月、ボスニア・ヘルツェゴビナへの国籍変更がFIFAに承認された。6月3日のイングランド代表との親善試合でボスニア・ヘルツェゴビナ代表として初出場。